# Акавов, Нариман Кандаурович
Нариман Кандаурович Акавов (20 августа 1965, Аксай, Хасавюртовский район, Дагестанская АССР, РСФСР, СССР) — советский и российский актёр Кумыкского музыкально-драматического театра им. А.-П. Салаватова. Народный артист Дагестана (2012).

## Театральная карьера
Родился в 1965 году в селе Аксай, Хасавюртовского района. По национальности — кумык. В 1982 году окончил махачкалинскую среднюю школу № 39. С 1983 по 1985 годы служил в Советской Армии. В 1988 году поступил в Грузинский государственный театральный институт на актерский факультет, который успешно закончил в 1992 году. Ещё будучи студентом он работает в Кумыкском музыкально-драматическом театре им.А.-П.Салаватова.

## Театральные работы
- «Адильгерей-Шавхал Тарковский» (Б. Атаев) — Пётр-I
- «Коварство и любовь» (Ф. Шиллер) — Фернанд
- «Бунт невест» (С. А. Хусанходжаев) — Гамлет
- «Человек из Ламанчи» (Д. Вассерман) —  Корраско, Герцог и Рыцарь
- «На всякого мудреца довольно простоты» (Александр Островский)[2].

## Звания и награды
- Народный артист Дагестана (2012);
- Медаль «За доблестный труд» (2024)[3].